# Eliseu de Sousa Martins
Eliseu de Sousa Martins (Gurgueia, 1 de janeiro de 1842 – Rio de Janeiro, 23 de agosto de 1894) foi um político brasileiro que exerceu o mandato de senador do Brasil durante a República Velha (ou Primeira República), e presidiu as províncias do Rio Grande do Norte e do Espírito Santo.

## Biografia
Filho do casal José de Sousa Martins e Rita Maria da Conceição e Silva, nasceu no dia 1 de janeiro de 1842, na Fazenda Tranqueira, situada na região piauiense do Gurgueia. Em 1866, formou-se em direito na Faculdade de Direito do Recife, na mesma turma de seu primo Antônio Coelho Rodrigues. Em 1873, doutorou-se em borlas e capelos pela mesma Faculdade de Direito do Recife.
Foi promotor de justiça na cidade de Amarante (PI) e secretário de governo do Piauí (1869). Posterirormente, exerceu os cargos de  presidente das províncias do Rio Grande do Norte (1878 a 1879) e do Espírito Santo (1879 a 1880). Exerceu também o mandato de senador pelo Piauí, no período de 1890 a 1894.

## Genealogia
Eliseu de Sousa Martins fazia parte da tradicional família Coelho Rodrigues de Paulistana, estado do Piauí, com raízes genealógicas na Freguesia de Paço de Sousa, no Distrito do Porto, em Portugal, visto que era trineto do casal Domiciana Vieira de Carvalho e Valério Coelho Rodrigues.

## Homenagem
O estado do Piauí homenageou esse importante magistrado e político, colocando o seu nome no município piauiense Eliseu Martins, pela lei estadual nº 1.542, de 30 de julho de 1957.